# Arbre généalogique d'Uthman

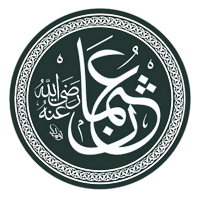
Uthman.

Othmân ibn Affân fut surnommé « Dhu al-Nurayn », c’est-à-dire, l’homme au deux lumières car il avait épousé deux des filles de Mahomet Rukayya et Umm Kulthum. Rukayya était mariée à Otba Ibn Abi Lahab et Oum Koulthoum à son frère Oteiba Ibn Abi Lahab.

## Arbre généalogique d'Uthman (ébauche)
| Abu al-'As ibn Umayyah | Abu al-'As ibn Umayyah | Abu al-'As ibn Umayyah | Abu al-'As ibn Umayyah | Abu al-'As ibn Umayyah | Abu al-'As ibn Umayyah |                      |                      |                      |                      |  |  |  |  |                  |  |  |  |  |  | Kurayz ibn Rabi'ah | Kurayz ibn Rabi'ah | Kurayz ibn Rabi'ah | Kurayz ibn Rabi'ah | Kurayz ibn Rabi'ah | Kurayz ibn Rabi'ah |                  |                  | Umm Hakim bint Abdul Muttalib | Umm Hakim bint Abdul Muttalib | Umm Hakim bint Abdul Muttalib | Umm Hakim bint Abdul Muttalib | Umm Hakim bint Abdul Muttalib | Umm Hakim bint Abdul Muttalib |  |  |  |  |  |  |  |  |  |  |  |  |  |  |  |  |  |  |  |  |
| Abu al-'As ibn Umayyah | Abu al-'As ibn Umayyah | Abu al-'As ibn Umayyah | Abu al-'As ibn Umayyah | Abu al-'As ibn Umayyah | Abu al-'As ibn Umayyah |                      |                      |                      |                      |  |  |  |  |                  |  |  |  |  |  | Kurayz ibn Rabi'ah | Kurayz ibn Rabi'ah | Kurayz ibn Rabi'ah | Kurayz ibn Rabi'ah | Kurayz ibn Rabi'ah | Kurayz ibn Rabi'ah |                  |                  | Umm Hakim bint Abdul Muttalib | Umm Hakim bint Abdul Muttalib | Umm Hakim bint Abdul Muttalib | Umm Hakim bint Abdul Muttalib | Umm Hakim bint Abdul Muttalib | Umm Hakim bint Abdul Muttalib |  |  |  |  |  |  |  |  |  |  |  |  |  |  |  |  |  |  |  |  |
|                        |                        |                        |                        |                        |                        |                      |                      |                      |                      |  |  |  |  |                  |  |  |  |  |  |                    |                    |                    |                    |                    |                    |                  |                  |                               |                               |                               |                               |                               |                               |  |  |  |  |  |  |  |  |  |  |  |  |  |  |  |  |  |  |  |  |
|                        |                        |                        |                        | Affan ibn Abi al-'As   | Affan ibn Abi al-'As   | Affan ibn Abi al-'As | Affan ibn Abi al-'As | Affan ibn Abi al-'As | Affan ibn Abi al-'As |  |  |  |  |                  |  |  |  |  |  |                    |                    |                    |                    | Arwa bint Kurayz   | Arwa bint Kurayz   | Arwa bint Kurayz | Arwa bint Kurayz | Arwa bint Kurayz              | Arwa bint Kurayz              |                               |                               |                               |                               |  |  |  |  |  |  |  |  |  |  |  |  |  |  |  |  |  |  |  |  |
|                        |                        |                        |                        | Affan ibn Abi al-'As   | Affan ibn Abi al-'As   | Affan ibn Abi al-'As | Affan ibn Abi al-'As | Affan ibn Abi al-'As | Affan ibn Abi al-'As |  |  |  |  |                  |  |  |  |  |  |                    |                    |                    |                    | Arwa bint Kurayz   | Arwa bint Kurayz   | Arwa bint Kurayz | Arwa bint Kurayz | Arwa bint Kurayz              | Arwa bint Kurayz              |                               |                               |                               |                               |  |  |  |  |  |  |  |  |  |  |  |  |  |  |  |  |  |  |  |  |
|                        |                        |                        |                        |                        |                        |                      |                      |                      |                      |  |  |  |  |                  |  |  |  |  |  |                    |                    |                    |                    |                    |                    |                  |                  |                               |                               |                               |                               |                               |                               |  |  |  |  |  |  |  |  |  |  |  |  |  |  |  |  |  |  |  |  |
|                        |                        |                        |                        |                        |                        |                      |                      |                      |                      |  |  |  |  | Othmân ibn Affân |  |  |  |  |  |                    |                    |                    |                    |                    |                    |                  |                  |                               |                               |                               |                               |                               |                               |  |  |  |  |  |  |  |  |  |  |  |  |  |  |  |  |  |  |  |  |

## Parenté avec le prophète Mahomet
|  |  |  |  |         |         |                           |                           |                           |                           |                           |                           |                   |                   |                                 |                                 |                                   |                                   |                                   |                                   |                                    |                                    |                                      |                                      |                                      |                                      |                                      |                                      |                            |                            |                            |                            |            |            |                          |                          |                          |                          |                            |                            |                            |                            |                                    |                                    |                                    |                                    |                                    |                                    |  |  |
|  |  |  |  | Mahomet | Mahomet | Mahomet                   | Mahomet                   | Mahomet                   | Mahomet                   |                           |                           | Khadija 1e épouse | Khadija 1e épouse | Khadija 1e épouse               | Khadija 1e épouse               | Khadija 1e épouse                 | Khadija 1e épouse                 |                                   |                                   | Abdullah ibn Abbas cousin paternel | Abdullah ibn Abbas cousin paternel | Abdullah ibn Abbas cousin paternel   | Abdullah ibn Abbas cousin paternel   | Abdullah ibn Abbas cousin paternel   | Abdullah ibn Abbas cousin paternel   |                                      |                                      |                            |                            |                            |                            |            |            |                          |                          |                          |                          |                            |                            |                            |                            |                                    |                                    |                                    |                                    |                                    |                                    |  |  |
|  |  |  |  | Mahomet | Mahomet | Mahomet                   | Mahomet                   | Mahomet                   | Mahomet                   |                           |                           | Khadija 1e épouse | Khadija 1e épouse | Khadija 1e épouse               | Khadija 1e épouse               | Khadija 1e épouse                 | Khadija 1e épouse                 |                                   |                                   | Abdullah ibn Abbas cousin paternel | Abdullah ibn Abbas cousin paternel | Abdullah ibn Abbas cousin paternel   | Abdullah ibn Abbas cousin paternel   | Abdullah ibn Abbas cousin paternel   | Abdullah ibn Abbas cousin paternel   |                                      |                                      |                            |                            |                            |                            |            |            |                          |                          |                          |                          |                            |                            |                            |                            |                                    |                                    |                                    |                                    |                                    |                                    |  |  |
|  |  |  |  |         |         |                           |                           |                           |                           |                           |                           |                   |                   |                                 |                                 |                                   |                                   |                                   |                                   |                                    |                                    |                                      |                                      |                                      |                                      |                                      |                                      |                            |                            |                            |                            |            |            |                          |                          |                          |                          |                            |                            |                            |                            |                                    |                                    |                                    |                                    |                                    |                                    |  |  |
|  |  |  |  |         |         |                           |                           |                           |                           |                           |                           |                   |                   |                                 |                                 |                                   |                                   |                                   |                                   |                                    |                                    |                                      |                                      |                                      |                                      |                                      |                                      |                            |                            |                            |                            |            |            |                          |                          |                          |                          |                            |                            |                            |                            |                                    |                                    |                                    |                                    |                                    |                                    |  |  |
|  |  |  |  |         |         | Fatima Zahra fille        | Fatima Zahra fille        | Fatima Zahra fille        | Fatima Zahra fille        | Fatima Zahra fille        | Fatima Zahra fille        |                   |                   |                                 |                                 | Ali ibn Abi Talib cousin paternel | Ali ibn Abi Talib cousin paternel | Ali ibn Abi Talib cousin paternel | Ali ibn Abi Talib cousin paternel | Ali ibn Abi Talib cousin paternel  | Ali ibn Abi Talib cousin paternel  |                                      |                                      |                                      |                                      |                                      |                                      |                            |                            | Qasim fils                 | Qasim fils                 | Qasim fils | Qasim fils | Qasim fils               | Qasim fils               |                          |                          | Abdullah ibn Muhammad fils | Abdullah ibn Muhammad fils | Abdullah ibn Muhammad fils | Abdullah ibn Muhammad fils | Abdullah ibn Muhammad fils         | Abdullah ibn Muhammad fils         |                                    |                                    |                                    |                                    |  |  |
|  |  |  |  |         |         | Fatima Zahra fille        | Fatima Zahra fille        | Fatima Zahra fille        | Fatima Zahra fille        | Fatima Zahra fille        | Fatima Zahra fille        |                   |                   |                                 |                                 | Ali ibn Abi Talib cousin paternel | Ali ibn Abi Talib cousin paternel | Ali ibn Abi Talib cousin paternel | Ali ibn Abi Talib cousin paternel | Ali ibn Abi Talib cousin paternel  | Ali ibn Abi Talib cousin paternel  |                                      |                                      |                                      |                                      |                                      |                                      |                            |                            | Qasim fils                 | Qasim fils                 | Qasim fils | Qasim fils | Qasim fils               | Qasim fils               |                          |                          | Abdullah ibn Muhammad fils | Abdullah ibn Muhammad fils | Abdullah ibn Muhammad fils | Abdullah ibn Muhammad fils | Abdullah ibn Muhammad fils         | Abdullah ibn Muhammad fils         |                                    |                                    |                                    |                                    |  |  |
|  |  |  |  |         |         |                           |                           |                           |                           |                           |                           |                   |                   |                                 |                                 |                                   |                                   |                                   |                                   |                                    |                                    |                                      |                                      |                                      |                                      |                                      |                                      |                            |                            |                            |                            |            |            |                          |                          |                          |                          |                            |                            |                            |                            |                                    |                                    |                                    |                                    |                                    |                                    |  |  |
|  |  |  |  |         |         |                           |                           |                           |                           |                           |                           |                   |                   |                                 |                                 |                                   |                                   |                                   |                                   |                                    |                                    |                                      |                                      |                                      |                                      |                                      |                                      |                            |                            |                            |                            |            |            |                          |                          |                          |                          |                            |                            |                            |                            |                                    |                                    |                                    |                                    |                                    |                                    |  |  |
|  |  |  |  |         |         |                           |                           |                           |                           | Zaynab fille              | Zaynab fille              | Zaynab fille      | Zaynab fille      | Zaynab fille                    | Zaynab fille                    |                                   |                                   | Ruqayya fille                     | Ruqayya fille                     | Ruqayya fille                      | Ruqayya fille                      | Ruqayya fille                        | Ruqayya fille                        |                                      |                                      | Othmân ibn Affân beau fils           | Othmân ibn Affân beau fils           | Othmân ibn Affân beau fils | Othmân ibn Affân beau fils | Othmân ibn Affân beau fils | Othmân ibn Affân beau fils |            |            | Oumm Koulthoum           | Oumm Koulthoum           | Oumm Koulthoum           | Oumm Koulthoum           | Oumm Koulthoum             | Oumm Koulthoum             |                            |                            | Zayd ibn Harithah fils adoptif     | Zayd ibn Harithah fils adoptif     | Zayd ibn Harithah fils adoptif     | Zayd ibn Harithah fils adoptif     | Zayd ibn Harithah fils adoptif     | Zayd ibn Harithah fils adoptif     |  |  |
|  |  |  |  |         |         |                           |                           |                           |                           | Zaynab fille              | Zaynab fille              | Zaynab fille      | Zaynab fille      | Zaynab fille                    | Zaynab fille                    |                                   |                                   | Ruqayya fille                     | Ruqayya fille                     | Ruqayya fille                      | Ruqayya fille                      | Ruqayya fille                        | Ruqayya fille                        |                                      |                                      | Othmân ibn Affân beau fils           | Othmân ibn Affân beau fils           | Othmân ibn Affân beau fils | Othmân ibn Affân beau fils | Othmân ibn Affân beau fils | Othmân ibn Affân beau fils |            |            | Oumm Koulthoum           | Oumm Koulthoum           | Oumm Koulthoum           | Oumm Koulthoum           | Oumm Koulthoum             | Oumm Koulthoum             |                            |                            | Zayd ibn Harithah fils adoptif     | Zayd ibn Harithah fils adoptif     | Zayd ibn Harithah fils adoptif     | Zayd ibn Harithah fils adoptif     | Zayd ibn Harithah fils adoptif     | Zayd ibn Harithah fils adoptif     |  |  |
|  |  |  |  |         |         |                           |                           |                           |                           |                           |                           |                   |                   |                                 |                                 |                                   |                                   |                                   |                                   |                                    |                                    |                                      |                                      |                                      |                                      |                                      |                                      |                            |                            |                            |                            |            |            |                          |                          |                          |                          |                            |                            |                            |                            |                                    |                                    |                                    |                                    |                                    |                                    |  |  |
|  |  |  |  |         |         |                           |                           |                           |                           |                           |                           |                   |                   |                                 |                                 |                                   |                                   |                                   |                                   |                                    |                                    |                                      |                                      |                                      |                                      |                                      |                                      |                            |                            |                            |                            |            |            |                          |                          |                          |                          |                            |                            |                            |                            |                                    |                                    |                                    |                                    |                                    |                                    |  |  |
|  |  |  |  |         |         | Ali ibn Zainab petit-fils | Ali ibn Zainab petit-fils | Ali ibn Zainab petit-fils | Ali ibn Zainab petit-fils | Ali ibn Zainab petit-fils | Ali ibn Zainab petit-fils |                   |                   | Umamah bint Zainab petite-fille | Umamah bint Zainab petite-fille | Umamah bint Zainab petite-fille   | Umamah bint Zainab petite-fille   | Umamah bint Zainab petite-fille   | Umamah bint Zainab petite-fille   |                                    |                                    | Abd-Allah ibn Uthman (en) petit-fils | Abd-Allah ibn Uthman (en) petit-fils | Abd-Allah ibn Uthman (en) petit-fils | Abd-Allah ibn Uthman (en) petit-fils | Abd-Allah ibn Uthman (en) petit-fils | Abd-Allah ibn Uthman (en) petit-fils |                            |                            |                            |                            |            |            | Rayhana mariage contesté | Rayhana mariage contesté | Rayhana mariage contesté | Rayhana mariage contesté | Rayhana mariage contesté   | Rayhana mariage contesté   |                            |                            | Ousama ibn Zayd petit-fils adoptif | Ousama ibn Zayd petit-fils adoptif | Ousama ibn Zayd petit-fils adoptif | Ousama ibn Zayd petit-fils adoptif | Ousama ibn Zayd petit-fils adoptif | Ousama ibn Zayd petit-fils adoptif |  |  |

## Épouses et descendances
| Épouses                                                                      | Enfants                                                                              | Notes |
| ---------------------------------------------------------------------------- | ------------------------------------------------------------------------------------ | --- |
| "Umm ‘Amr"                                                                   | ‘Amr ibn Uthman                                                                      | Uthman était connu sous le nom de "Abu ‘Amr" avant l' Islam:38 On en déduit donc qu'il avait un fils nommé 'Amr qui mourut en bas âge. Cependant, on ne sait rien de cet enfant ou de sa mère.                 |
| Amr ibn Hisham (du clan Abd Shams)                                           | Mughira ibn Uthman                                                                   | Cette femme et son enfant ne sont mentionnés que dans une seule source, le rapport peut donc être apocryphe. Asma épousa plus tard son cousin al-Walid ibn Abdshams:109                                        |
| Ruqayya bint Muhammad                                                        | Abdullah ibn Uthman                                                                  | Ruqayyah fut la première épouse de Utbah ibn Abu Lahab, mais elle divorça à la demande de Abu Lahab's. |
| Umm Kulthum                                                                  |                                                                                      | Oumm Koulthoum avait épousé Utaybah ibn Abu Lahab (en), mais elle divorça également. |
| Zaynab bint Hayyan (de la tribu Hawazin                                      |                                                                                      | Zaynab fut capturée lors de la Bataille de Hunayn et fut brièvement la concubine d'Uthman; mais il la relâcha dans sa famille:462                                                                              |
| Fakhitah bint Ghazwan (sœur de Utbah ibn Ghazwan) (du clan Qays-Aylan tribe) | Abdullah le Jeune                                                                    | |
| Umm al-Banin bint Uyaynah ibn Hisn (de la tribu Fazara un clan Ghatafan)     | Utbah ibn Uthman Abdul Malik ibn Uthman                                              | qui moururent en bas âge |
| Une fille de Khalid ibn Asid de la tribu Banu Umayya)                        |                                                                                      | Uthman l'épousa vers 631 et elle mourut sans enfant vers 634:116. |
| Fatima bint Al-Walid (de la tribu Banû-Makhzoum)                             | Walid ibn Uthman Said ibn Uthman Umm Said bint Uthman Umm Uthman bint Uthman         | Uthman divorça de Fatima, qui a ensuite épousé un cousin Makhzoum, Abdulrahman ibn Abdullah:110–111. |
| Umm ‘Amr Umm Najm bint Jandab al-Azdi                                        | ‘Amr ibn Uthman Khalid ibn Uthman Aban ibn Uthman Umar ibn Uthman Maryam bint Uthman | 'Amr était le fils aîné d'Uthman à avoir survécu à la petite enfance . Cet enfant 'Amr, est né vers 635, il ne doit pas être confondu avec le fils précédent d'Uthman, également nommé 'Amr, né avant 610:116. |
| Ramlah bint Shaybah (daughter of Shaybah ibn Rabi'ah of the Banu Abd-Shams)  | Aisha bint Uthman Umm Aban bint Uthman Umm Amr bint Uthman                           | Aisha bint Uthman était mariée à Marwan I ibn al-Hakam qui était son cousin germain une fois enlevé. Ils eurent une fille qui épousa plus tard Musa ibn Nusayr.                                                |
| Bunana                                                                       |                                                                                      | Ce mariage s'est apparemment terminé par un divorce:43. |
| Naila bint al-Farafsa                                                        | `Anbasah ibn Uthman Maryam bint Uthman Umm Banin bint Uthman                         | Uthman a épousé Naila en 649:131. |
| Une concubine incoonue                                                       | Umm al-Banin bint Uthman                                                             | Umm al-Banin épousa Abdullah ibn Yazid ibn Abi Sufyan:39. |